# Floatstone
Un floatstone és una roca calcària constituïda per elements al·lòctons calcaris de mida superior als 2 mm. Es caracteritza per presentar una estructura de suport de fang calcari. Es tracta d'un paraconglomerat calcari i es podria dir que és l'anàleg del wackestone en gra groller. Forma part de la classificació de Dunham per a les roques carbonàtiques.